# Melamprosops phaeosoma
Melamprosops phaeosoma là một loài chim trong họ Fringillidae.